# Я хочу співати
«Я хочу співати» — радянський художній фільм 1979 року, знятий режисером Валерієм Жерегі на кіностудії «Молдова-фільм».

## Сюжет
Власниця рідкісної краси голосу одного разу, залишивши родину, їде із села вчитися у консерваторії. На обраному шляху на молоду жінку чекають великі випробування долі: успіх, успіх, втрати та поразки.

## У ролях
- Світлана Тома — Родіка
- Грігоре Грігоріу — Георге
- Павло Кадочников — Ліпаті
- Валентин Нікулін — роль другого плану
- Думітру Карачобану — роль другого плану
- Ірина Резнікова — Неллі
- Віктор Соцкі-Войніческу — роль другого плану
- Валеріу Купча — роль другого плану
- Валентина Ізбещук — мати Родики
- Сільвія Бєрова — роль другого плану
- Ірина Дітц — Неллі, співачка, дочка професора консерваторії
- Мірче Соцкі-Войніческу — трубач
- Петро Кадочников — Петру
- Гліб Саїнчук — епізод
- Георгій Хассо — епізод
- Павло Андрейченко — епізод
- Валеріу Каланча — епізод
- Іон Музика — таксист

## Знімальна група
- Режисер — Валерій Жерегі
- Сценаристи — Ауреліу Бусуйок, Валерій Жерегі
- Оператор — Іван Поздняков
- Композитор — Євген Дога
- Художник — Микола Слюсар